# Трауттмансдорф-Винсберг, Мария-Таддеус фон
Мария-Таддеус фон Трауттмансдорф-Винсберг (нем. Maria-Thaddäus von Trauttmansdorf Weinsberg, чеш. Maria Tadeáš Trauttmansdorf Weinsberg; 29 июня 1729, Грац, Герцогство Штирия, Эрцгерцогство Австрия — 20 января 1819, Вена, Австрийская империя) — австрийский куриальный кардинал. Епископ Градец-Кралове с 1 июля 1795 по 26 ноября 1811. Архиепископ Оломоуца с 26 ноября 1811 по 20 января 1819. Кардинал-священник с 23 сентября 1816 по 20 января 1819.